# Велике Липлєне
Велике Липлєне (словен. Velike Lipljene) — поселення в общині Гросуплє, Осреднєсловенський регіон, Словенія. Висота над рівнем моря: 485,4 м.